# مدفيجيغورسك
مدفيجيغورسك (بالروسية: Медвежьегорск) هي إحدى مدن روسيا في الكيان الفدرالي الروسي جمهورية كاريليا.